# Haidmühle
Haidmühle là một đô thị thuộc huyện Freyung-Grafenau trong bang Bayern nước Đức. Đô thị Haidmühle có diện tích 21,03 km², dân số thời điểm 31 tháng 12 năm 2006 là 1460 người.